# Billings (Montana)
Billings is een plaats (city) in de Amerikaanse staat Montana, en valt bestuurlijk gezien onder Yellowstone County.
Billings is de grootste stad van Montana. Het is echter niet de hoofdstad; dat is Helena.
Sinds 1980 is Billings een van de zetel van het rooms-katholieke bisdom Great Falls-Billings.

## Demografie
Bij de volkstelling in 2000 werd het aantal inwoners vastgesteld op 89.847.
In 2006 is het aantal inwoners door het United States Census Bureau geschat op 100.148, een stijging van 10301 (11,5%). Billings is de meest blanke stad (met meer dan 100.000 inwoners) in de VS.

## Geografie
Volgens het United States Census Bureau beslaat de plaats een oppervlakte van
87,6 km², waarvan 87,3 km² land en 0,3 km² water.

## Recreatie
In Billings bevindt zich ZooMontana, een 28 hectare grote dierentuin en botanische tuin, de enige van de staat Montana.

## Plaatsen in de nabije omgeving
De onderstaande figuur toont nabijgelegen plaatsen in een straal van 36 km rond Billings.

## Geboren
- Stanley Anderson (1939-2018), acteur
- Jeff Kober (1953), acteur